# Diplacodes nebulosa
Diplacodes nebulosa är en trollsländeart som först beskrevs av Fabricius 1793.  Diplacodes nebulosa ingår i släktet Diplacodes och familjen segeltrollsländor. IUCN kategoriserar arten globalt som livskraftig. Inga underarter finns listade i Catalogue of Life.